# Koreatown

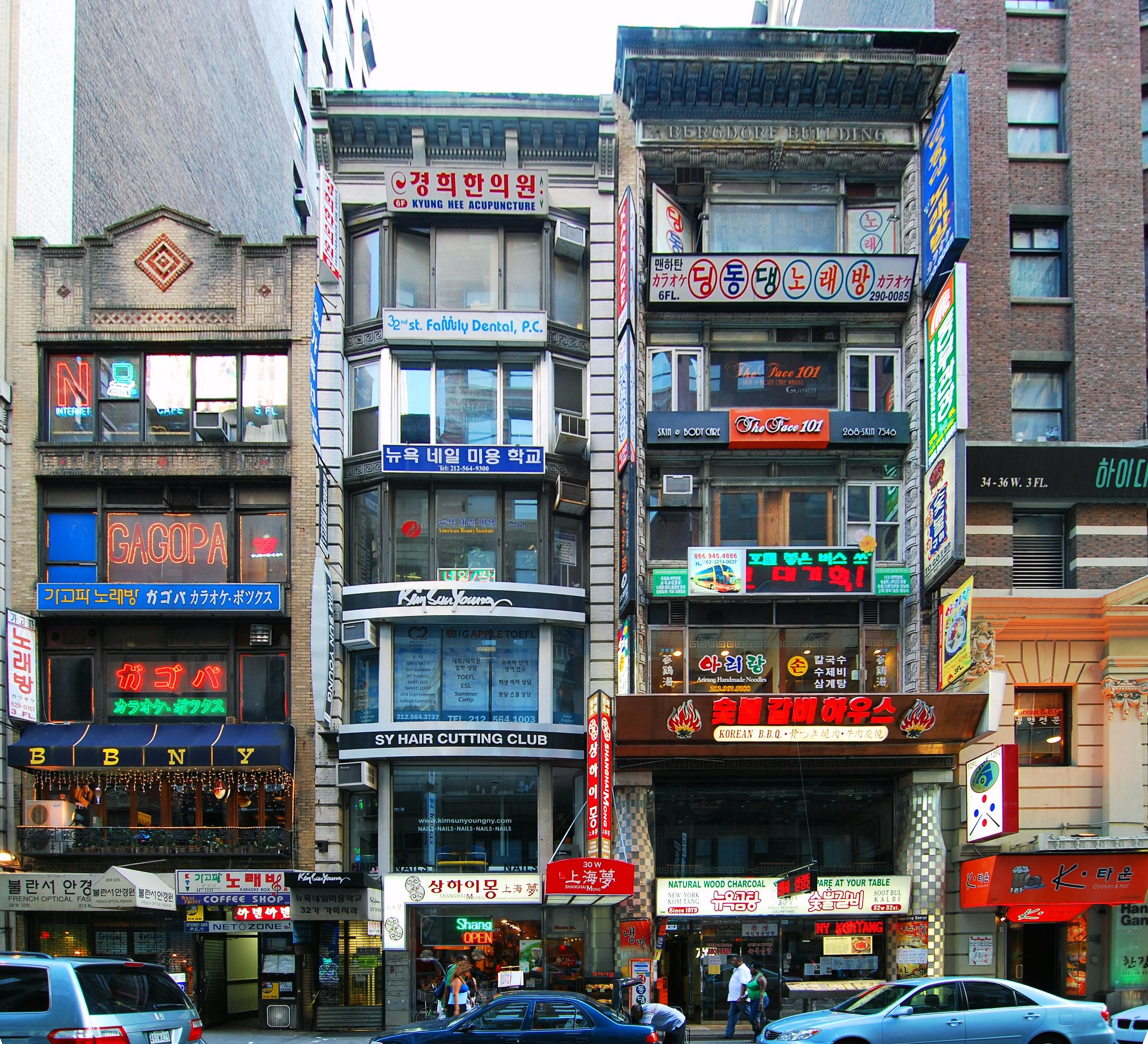
Koreatown in Manhattan, 2009

Mit dem englischen Begriff Koreatown bezeichnet man Stadtviertel außerhalb Koreas, in denen überwiegend Menschen mit koreanischer Abstammung leben und arbeiten.

## Koreatowns weltweit

### Kanada
- Toronto, Ontario
- Vancouver, British Columbia

### Japan
- Kawasaki, Kanagawa
- Kyōto, Kyōto
- Osaka, Osaka
- Shinjuku, Tokio

### USA
- Koreatown (Atlanta), Georgia
- Koreatown (Chicago), Illinois
- Koreatown (Houston), Texas
- Koreatown (Los Angeles), Kalifornien
- Koreatown (Manhattan), New York
- Koreatown (Oakland), Kalifornien